# Odynerus rufidulus
Odynerus rufidulus är en stekelart som först beskrevs av Amédée Louis Michel Lepeletier 1841.  Odynerus rufidulus ingår i släktet lergetingar, och familjen Eumenidae. Inga underarter finns listade i Catalogue of Life.